# Michael Lovato
Pour les articles homonymes, voir Lovato.
Michael Lovato, né le 14 octobre 1973 à Wilmington en Caroline du Nord, est un triathlète professionnel américain, multiple vainqueur sur triathlon Ironman ou Ironman 70.3.

## Biographie
Né en Caroline du Nord, Michael Lovato a grandi à Albuquerque, au Nouveau-Mexique. 
Il a remporté trois victoires sur compétition Ironman, en 2003, 2006 et 2011 ; ainsi que trois autres sur l'Ironman 70.3, en 2009, 2011 et 2012.
Il est marié à la triathlète Amanda Lovato.

## Palmarès
Le tableau présente les résultats les plus significatifs (podium) obtenus sur le circuit international de triathlon depuis 2003.
| Année | Compétition                  | Pays       | Position           | Temps           |
| ----- | ---------------------------- | ---------- | ------------------ | --------------- |
| 2012  | Ironman 70.3 Buffalo Springs | États-Unis | Médaille d'or      | 4 h 1 min 15 s  |
| 2011  | Ironman 70.3 Muskoka         | Canada     | Médaille d'or      | 4 h 15 min 40 s |
| 2011  | Ironman 70.3 Buffalo Springs | États-Unis | Médaille d'argent  | 4 h 4 min 22 s  |
| 2011  | Ironman Mexique              | Mexique    | Médaille d'or      | 8 h 23 min 52 s |
| 2010  | Ironman Mexique              | Mexique    | Médaille d'argent  | 8 h 22 min 17 s |
| 2010  | Ironman Cœur d’Alene         | États-Unis | Médaille de bronze | 8 h 41 min 17 s |
| 2009  | Ironman 70.3 Rhode Island    | États-Unis | Médaille d'or      | Timing          |
| 2008  | Ironman Cœur d’Alene         | États-Unis | Médaille de bronze | Timing          |
| 2007  | Ironman Cœur d’Alene         | États-Unis | Médaille de bronze | Timing          |
| 2007  | Ironman Arizona              | États-Unis | Médaille de bronze | 8 h 37 min 0 s  |
| 2006  | Ironman Arizona              | États-Unis | Médaille d'or      | 8 h 20 min 56 s |
| 2005  | Ironman Coeur d’Alene        | États-Unis | Médaille de bronze | Timing          |
| 2005  | Ironman Arizona              | États-Unis | Médaille d'argent  | 8 h 42 min 48 s |
| 2003  | Ironman Cœur d’Alene         | États-Unis | Médaille d'or      | 8 h 41 min 0 s  |